# Đặng Xuân Loan
Đặng Xuân Loan là một Trung tướng Công an nhân dân Việt Nam. Ông nguyên là Tổng cục trưởng Tổng cục Tình báo, Bộ Công an Việt Nam (Tổng cục V).

## Xuất thân
Ông có quê quán ở huyện Thanh Chương, tỉnh Nghệ An.

## Sự nghiệp
Năm 2010, ông mang quân hàm Thiếu tướng, giữ chức vụ Phó Tổng cục trưởng Tổng cục Tình báo, Bộ Công an Việt Nam (Tổng cục V).
Năm 2012, 2013, ông mang quân hàm Thiếu tướng, giữ chức vụ Tổng cục trưởng Tổng cục Tình báo, Bộ Công an Việt Nam (Tổng cục V).
Năm 2014, 2015, 2016, 2017, 2018, ông mang quân hàm Trung tướng, giữ chức vụ Tổng cục trưởng Tổng cục Tình báo, Bộ Công an Việt Nam (Tổng cục V).